# Zariadres de Sofanena
Zariadres (em grego: Ζαριάδρης; romaniz.: Zariádrēs) ou Zaré (em armênio: Զարեհ; romaniz.: Zareh) foi um nobre armênio (nacarar) do século IV, ativo no reinado do rei Cosroes III (r. 330–339), que supostamente descendia da dinastia orôntida.

## Nome
Zariadres (Ζαριάδρης, Zariádrēs) ou Zadriadres (Ζαδριάδρης; Zadriádrēs) são as formas gregas do iraniano antigo *Zariatra (*Zari āθra), "com fogo dourado". Foi registrado em inscrições em aramaico, localizadas em Sevã e Siunique e datadas do reinado de Artaxias I (r. 189–160 a.C.), na forma Zeritre / Zerir (Zrytr / Zryhr). Também ocorreu em armênio como Zaré (Զարեհ, Zareh) através da forma intermediária não atestada *Zareri.

## Vida
Zariadres pertencia à linhagem principesca de Sofanena, um dos cantões (gavares) da província de Sofena, no Reino da Armênia, que Cyril Toumanoff propôs ter se originado na extinta dinastia orôntida. No início do reinado de Tigranes VII (r. 339–350), foi um dos nobres convocados à corte e recebeu a missão de levar Hesíquio I, o Parta para ser consagrado católico em Cesareia Mázaca. Nina Garsoïan sugeriu que foi sucedido na posição de senhor de Sofanena por Daniel.